# Peter zataji Jezusa (Rembrandt)
Peter zataji Jezusa ali Zanikanje svetega Petra je Rembrandtova slika iz leta 1660, ki je zdaj v Rijksmuseumu v Amsterdamu. Upodablja Petrovo zanikanje, dogodek v Jezusovem pasijonu.
Po zadnji večerji je bil Jezus aretiran in priveden v hišo velikega duhovnika Kajfe na sojenje. Apostol Peter je šel za Jezusom, kjer ga je služabnica prepoznala kot enega od Jezusovih privržencev. Peter v beli halji gestikulira z zanikanjem, kar dva oborožena stražarja opazujeta na levi. V ozadju Kristus gleda čez ramo, ko ga vodijo proti Pilatovemu dvoru.
Slika je velika 154 cm × 169 cm. Podpisana je z datumom "Rembrandt 1660".
Apostol Peter z levo roko prikazuje gesto zanikanja kot odgovor na obtožbe služabnice velikega duhovnika Kajfe, ki je postavljena na njegovo desno in ima svečo. Na levi strani slike se prikažeta dva stražarja v oklepu, od katerih eden sedi. V ozadju na desni priklenjeni Jezus gleda čez ramo, ko ga vodijo stran.
Rembrandt ni nikoli odpotoval v Italijo, kot so to storili mnogi njegovi sodobniki. Zato se domneva, da je njegova obravnava teme, kot je Zanikanje, v veliki meri izhajala iz grafik, ki temeljijo na tujih delih. V tem primeru gre za dve gravuri, obe na podlagi slike flamskega umetnika Gerarda Seghersa. Prva gravura je Schelte a Bolswerta, druga gravura pa Giovannija Antonia de Paolija.
Potem ko je slika prešla skozi roke več zbiralcev in trgovcev umetniških del na Nizozemskem in nato v Franciji, je bila skupaj z 118 drugimi deli leta 1781 prodana Katarini II. Ruski. Ostala je v zbirki muzeja Ermitaž v Sankt Peterburgu, dokler jo ni na skrivaj z drugimi deli prodala vlada Sovjetske zveze. Leta 1933 jo je kupil Rijksmuseum v Amsterdamu.
- Slika Gerarda Seghersa, c.1623
- Gravura Giovanni Antonio de Paolija